# Father David Bauer Olympic Arena
Die Father David Bauer Olympic Arena ist ein Eishockeystadion in Calgary, Alberta, Kanada. Sie befindet sich in einem Komplex mit dem McMahon Stadium und dem Foothills Stadium in unmittelbarer Nähe zur University of Calgary.
Die Halle hat 1750 Sitzplätze und bietet über 2000 Stehplätze. Benannt wurde das Stadion nach David Bauer, einem Eishockeypionier, Trainer der ersten kanadischen Nationalmannschaft bei den Olympischen Winterspielen 1964 und Mitglied in der Hockey Hall of Fame, der später ein katholischer Priester wurde.
In der Arena befindet sich eine Eisfläche internationaler Größe (60 m × 30 m). Die angeschlossenen Nebenhalle, die Norma Bush Arena, weist dahingegen eine nordamerikanische Eisfläche (60 m × 26 m) auf.
Das Stadion wird als Heimstätte der Calgary Mustangs der Alberta Junior Hockey League sowie der Universitätsmannschaft Calgary Dinos benutzt. Sie beherbergt ebenfalls den kanadischen Eishockeyverband Hockey Canada. 
Im Hinblick auf die Olympischen Winterspiele 1988 fanden 1985/1986 umfangreiche Renovierungsarbeiten in der Halle statt, wobei die damals noch Foothills Arena genannte Halle nach Father David Bauer umbenannt wurde. Bei den Olympischen Winterspielen 1988 wurden insgesamt drei Eishockeyspiele in der Father David Bauer Olympic Arena ausgetragen. Zudem diente sie als Trainingsstätte der Eishockeyteams sowie der Eiskunstläufer.
Im Jahr 2008 waren die Father David Bauer Olympic Arena und die Norma Bush Arena Austragungsort der 1. Eishockey-Weltmeisterschaft der U18-Frauen.